# Galia (Griekenland)
Galia (Grieks: Γαλιά) is een plaats op het Griekse eiland Kreta.
Galia behoort tot de deelgemeente (dimotiki enotita) Moires van de fusiegemeente (dimos) Faistos, in de Griekse bestuurlijke regio (periferia) Kreta.